# Медянка (притока Сріблянки)
Медянка, Мідянка — річка, ліва притока Сріблянки. Бере початок у с. Ксаверове, далі тече через Орловець, а потім по території Смілянщини через село Теклине до Балаклеї. В історичних джерелах згадується з кінця ХІХ ст.

## Опис
У селі Балаклея побудовано дві дамби, через що на річці утворені ставки. Також існують дві дамби у селі Орловець. Через річку побудовані два залізобетонні мости: автомобільної дороги О240101 Орловець — Цвіткове (на південь від Орловця) і траси Київ-Знам'янка (на схід від Теклиного).

## Назва
Назва, за однією з версій, вказує на те, що по берегах річки буяла рослинність, сприятлива для медозбору. За дослідженнями філологів, назва пов'язана з великою кількістю змій мідянок, які зустрічаються біля річки.

## Притоки
- Мурейка, Балаклійка (ліві).

## Галерея

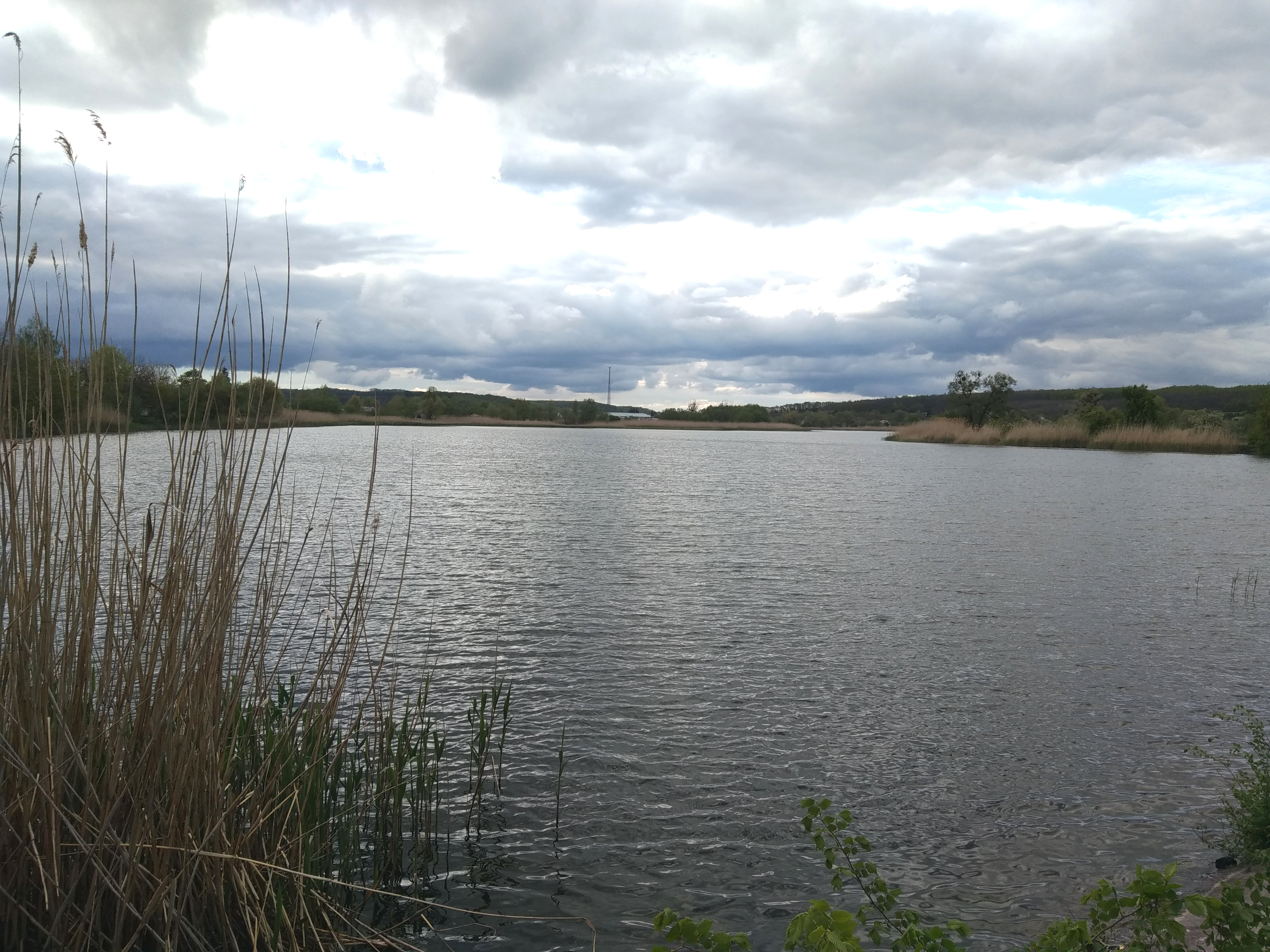
Ставок на річці в с. Балаклея